# 呂氏春秋
『呂氏春秋』（りょししゅんじゅう、拼音: Lüshi chūnqiū; ウェード式: Lü-shih ch'un-ch'iu）は、中国の戦国時代末期、秦の呂不韋が食客を集めて共同編纂させた書物。『呂覧』（りょらん）ともいう。秦の始皇8年（紀元前239年）に完成した。

## 内容
十二紀・八覧・六論から構成され、26巻160篇。その思想は儒家・道家を中心としながらも名家・法家・墨家・農家・陰陽家など諸学派の説が幅広く採用され、雑家の代表的書物とされる。
天文暦学や音楽理論、農学理論など自然科学的な論説が多く見られ、自然科学史においても重要な書物とされる。また「刻舟求剣」などの寓話や説話も収録されている。
書名の由来は、1年12カ月を天人相関説（時令説）をもとに春夏秋冬に分けた十二紀から『呂氏春秋』、八覧から『呂覧』とする。
呂不韋は完成後に一般公開し、一字でも添削ができれば千金を与えると公言した、これが「一字千金」の由来とされている。

## 受容
前近代の注釈書としては、後漢の高誘注、清代の畢沅校注（『呂氏春秋新校正』）がある。日本では、江戸時代の荻生徂徠『読呂氏春秋』、戸崎淡園『読呂氏春秋補』、蒲坂青荘『畢校呂氏春秋補正』、片山兼山門下（山子学派）の『呂氏一適』『呂子考』、幕末の森鉄之助の注、などがある。
ヘルマン・ヘッセは『ガラス玉遊戯』で大楽篇の音楽論を引用している。

## 現代語訳

### 日本語
- 『呂氏春秋』 藤田剣峰 訳注、国民文庫刊行会〈国訳漢文大成〉1924年。（NDLJP:965862）。著作権切れ
- 『呂氏春秋』 内野熊一郎・中村璋八訳著、明徳出版社「中国古典新書」、1976年。ISBN 978-4-89619-279-7。摘録。
- 『呂氏春秋』 町田三郎 編訳、講談社「中国の古典」、1987年／講談社学術文庫、2005年。ISBN 978-4-06-159692-4 。説話を主とした十二紀からの摘録。現代語訳、訓読、原文。
- 『呂氏春秋』 楠山春樹：訳者代表、明治書院〈新編漢文選 全3巻〉1996-1998年 
上）ISBN 978-4625572012 中）ISBN 978-4625572029 下）ISBN 978-4625572036
 複数訳者による全訳（下巻あとがきに訳者一覧あり）。原文・訓読・現代語訳・注解付。
- 『呂氏春秋』「新釈漢文大系 補遺編1・2」明治書院 2023-2024年。上記の新装再編
上）ISBN 978-4625673382 下）ISBN 978-4625673399

### 日本語以外
- John Knoblock and Jeffrey Riegel, The Annals of Lue Buwei, Stanford University Press, 2001.
- 翟江月, 『呂氏春秋（共3冊）（漢英対照）』（大中華文庫）, 広西師範大学出版社, 2005. 原文と現代中国語訳および英訳を見開きで載せている。